# Золотобрюхая веерохвостка
Золотобрюхая веерохвостка (лат. Chelidorhynx hypoxanthus) — вид воробьиных птиц из семейства стеностировых (Stenostiridae).
Традиционно вид относился к роду веерохвосток (Rhipidura) семейства веерохвостковых (Rhipiduridae). Лишь в 2009 году, по результатам филогенетических исследований, его перенесли в семейство Stenostiridae, выделив в монотипический род Chelidorhynx.

## Описание
Золотобрюхая веерохвостка распространена в Гималаях (на севере Пакистана и Индии, в Непале и Бутане), в Мьянме, на севере Бангладеш, на юге Китая, и на севере Таиланда, Лаоса и Вьетнама.
Мелкий птица, длиной 12 см, весом 5—6 г. Верх головы, спина, крылья, хвост тёмно-серого цвета с оливковым оттенком. На хвосте есть два белых рулевых пера. Остальные части тела — голова, горло, грудь, брюхо — жёлтые. От клюва через глаза к шее идет широкая тёмная полоса.
Обитает в горных дождевых лесах на высоте 1500—3700 м. Зимой спускается в долину. Питается насекомыми и другими мелкими беспозвоночными.